# Ekonomia społeczna
Ekonomia społeczna lub gospodarka społeczna (ang. social economy) – system przedsiębiorstw i organizacji oraz właściwych im uregulowań prawnych, mających na celu przeciwdziałanie wykluczeniu społecznemu, wspieranie osób zagrożonych wykluczeniem społecznym. 

## Stan prawny w Polsce

### Ustawa o ekonomii społecznej
W Polsce częściej używane jest określenie ekonomia społeczna, co usankcjonowała ustawa z dnia 5 sierpnia 2022 r. o ekonomii społecznej, podając następującą defincję: 
```
„Ilekroć w niniejszej ustawie jest mowa o: 1) ekonomii społecznej – należy przez to rozumieć działalność podmiotów ekonomii społecznej na rzecz społeczności lokalnej w zakresie reintegracji społecznej i zawodowej, tworzenia miejsc pracy dla osób zagrożonych wykluczeniem społecznym oraz świadczenia usług społecznych, realizowaną w formie działalności gospodarczej, działalności pożytku publicznego i innej działalności o charakterze odpłatnym”
[
1
]
.
```

Przed wejściem w życie ustawy określenie „ekonomia społeczna” stosowano również niekiedy do subdyscypliny ekonomii określanej jako socjoekonomika (ang. social economics lub socioeconomics).

### Podmioty ekonomii społecznej
Ustawa o ekonomii społecznej do podmiotów ekonomii społecznej zalicza:
- spółdzielnie socjalne
- warsztaty terapii zajęciowej i zakłady aktywności zawodowej
- centra integracji społecznej i kluby integracji społecznej
- spółdzielnie pracy, w tym spółdzielnie inwalidów i spółdzielnie niewidomych, oraz spółdzielnie produkcji rolnej
- organizacje pozarządowe
- podmioty, o którym mowa w art. 3 ust. 3 pkt 1, 2 lub 4 ustawy z dnia 24 kwietnia 2003 r. o działalności pożytku publicznego i o wolontariacie[4], czyli:
  - osoby prawne i jednostki organizacyjne działające na podstawie przepisów o stosunku Państwa do Kościoła Katolickiego w Rzeczypospolitej Polskiej, o stosunku Państwa do innych kościołów i związków wyznaniowych oraz o gwarancjach wolności sumienia i wyznania, jeżeli ich cele statutowe obejmują prowadzenie działalności pożytku publicznego
  - stowarzyszenia jednostek samorządu terytorialnego
  - spółki akcyjne i spółki z ograniczoną odpowiedzialnością oraz kluby sportowe będące spółkami, które nie działają w celu osiągnięcia zysku oraz przeznaczają całość dochodu na realizację celów statutowych oraz nie przeznaczają zysku do podziału między swoich udziałowców, akcjonariuszy i pracowników

### Wsparcie publiczne
Rozwój ekonomii społecznej jest wspierany przez władze publiczne. Wsparcie to obejmuje m.in. pomoc w tworzeniu podmiotów ekonomii społecznej i przedsiębiorstw społecznych; udzielanie podmiotom ekonomii społecznej i przedsiębiorstwom społecznym wsparcia w zakresie: zatrudnienia oraz reintegracji społecznej i zawodowej osób zagrożonych wykluczeniem społecznym, rozwijania potencjału podmiotów ekonomii społecznej i przedsiębiorstw społecznych w zakresie realizacji usług społecznych, rozwijania działalności gospodarczej, działalności odpłatnej pożytku publicznego i innej działalności odpłatnej oraz konkurencyjności.
Minister właściwy do spraw zabezpieczenia społecznego przyznaje w drodze decyzji akredytację i status ośrodka wsparcia ekonomii społecznej społecznej podmiotom realizującym usługi wsparcia podmiotów ekonomii społecznej.

## Gospodarka społeczna i solidarna
Gospodarka społeczna jest niekiedy określana także jako: nowa gospodarka społeczna (ang. new social economy), gospodarka popularna/powszechna (ang. popular economy), gospodarka ubogich (ang. economy of the poor), gospodarka społeczności lokalnych (ang. economy of local communities), gospodarka obywatelska (ang. civic economy), gospodarka pracy (ang. labour economy), gospodarka współpracy (ang. cooperative economy).
W literaturze przedmiotu gospodarka społeczna jest niekiedy omawiana łącznie z koncepcją „gospodarki solidarnej” lub „solidarnościowej” (ang. social and solidarity economy). Podejście takie stosują m.in. UNRISD i Międzynarodowa Organizacja Pracy. Termin gospodarka solidarna używany jest głównie we Francji, Ameryce Łacińskiej i Quebecu do rozróżnienia między „starymi” i „nowymi” mechanizmami i organizacjami gospodarki społecznej. Podkreśla się w ten sposób fakt, że niektóre starsze podmioty (np. w obszarze bankowości i ubezpieczeń) stały się już częścią głównego nurtu gospodarki kapitalistycznej. Tymczasem nowa gospodarka solidarnościowa dąży do przeciwdziałania czarnemu rynkowi i gospodarce reprezentowanej np. przez organizacje przestępcze, gangi lub mafię. Gospodarka solidarna obejmuje organizacje sprawiedliwego handlu, spółdzielnie pracownicze, związki zawodowe, ruchy open-source i otwartego dostępu, wspólnotową produkcję partnerską, etyczne organizacje zakupowe i lokalne waluty. Gospodarka solidarna obejmuje również inwestycje społeczne i innowacje społeczne.